# Fredrik Almgren (konstnär)
Knut Fredrik Almgren, född 24 maj 1877 i Stockholm, död 18 april 1962 Göteborg, var en svensk agronom och konstnär.
Han var son till hovrättsrådet Knut Gustaf Edvard Almgren och Kate Hallström och gift med Ingeborg Evander (1876–1931). Han var bror till Einar Almgren och far till Erik Almgren. Han fick i sin ungdom privatundervisning i målning och teckning av Axel Bäckman. Efter agronomexamen i Alnarp 1903 arbetade han inom jordbruk fram till 1928 då han tog upp sitt konstnärskap. Han bedrev då självstudier och genomförde studieresor till bland annat England, Skottland och Tyskland. Han medverkade i konstutställningar med Sveriges allmänna konstförening. Makarna Almgren är begravda på Bjuvs kyrkogård.